# Ash vs Evil Dead
Ash vs Evil Dead is een Amerikaanse horrorkomedieserie gebaseerd op de film The Evil Dead. 
De serie wordt geproduceerd door Bruce Campbell, Sam Raimi, Craig DiGregorio en Rob Tapert, die alle vier de Evil Dead-films produceerde. De serie werd voor het eerst uitgezonden in de Verenigde Staten op 31 oktober 2015 op Starz.

## Rolverdeling
Hoofdrollen
- Bruce Campbell als Ashley "Ash" Williams (30 afleveringen)
- Ray Santiago als Pablo Simon Bolivar (30 afleveringen)
- Dana DeLorenzo als Kelly Maxwell (30 afleveringen)
- Jill Marie Jones als Amanda Fisher (10 afleveringen)
- Lucy Lawless als Ruby Knowby (29 afleveringen)
- Ted Raimi als Chet Kaminski (6 afleveringen)/Henrietta Knowby (2 afleveringen)
- Michelle Hurd als Linda Emery (6 afleveringen)
- Pepi Sonuga als Lacey Emery (5 afleveringen)
- Arielle Carver-O’Neill als Brandy Barr (10 afleveringen)
- Lindsay Farris als Dalton (5 afleveringen)

Nevenrollen
- Lee Majors als Brock Williams (8 afleveringen)
- Joel Tobeck als Baal de Demon (6 afleveringen)
- Stephen Lovatt als Sheriff Thomas Emery (5 afleveringen)
- Hemky Madera als El Brujo (4 afleveringen)
- Stephen Ure als Dronkaard (4 afleveringen)
- Ellen Sandweiss als Cheryl Williams (2 afleveringen)
- Samara Weaving als Heather (2 afleveringen)
- Kelson Henderson als Lionel Hawkins (2 afleveringen)
- Katrina Hobbs als Candace "Candy" Barr (2 afleveringen)
- Sian Davis als Vivian Johnson (1 aflevering)
- Jeffrey Thomas als Stanley Gibson (1 aflevering)

## Productie
De serie werd gefilmd in Auckland, Nieuw-Zeeland. Op 28 oktober 2015, drie dagen voor de première, werd de serie vernieuwd voor een tweede seizoen. Dit tweede seizoen begon op 27 september 2016.

## Afleveringen

### Seizoen 1
| #  | Titel                 | Regie              | Script                                     | Datum uitzending |
| -- | --------------------- | ------------------ | ------------------------------------------ | ---------------- |
| 1  | El Jefe               | Sam Raimi          | Sam Raimi, Ivan Raimi, Tom Spezialy        | 31 oktober 2015  |
| 2  | Bait                  | Michael J. Bassett | Dominic Dierkes                            | 7 november 2015  |
| 3  | Books from Beyond     | Michael J. Bassett | Sean Clements                              | 14 november 2015 |
| 4  | Brujo                 | David Frazee       | James E. Eagan                             | 21 november 2015 |
| 5  | The Host              | David Frazee       | Zoe Green                                  | 28 november 2015 |
| 6  | The Killer of Killers | Michael Hurst      | Nate Crocker                               | 5 december 2015  |
| 7  | Fire in the Hole      | Michael Hurst      | Sean Clements, Dominic Dierkes, Ivan Raimi | 12 december 2015 |
| 8  | Ashes to Ashes        | Tony Tilse         | Michael J. Bassett                         | 19 december 2015 |
| 9  | Bound in Flesh        | Tony Tilse         | Rob Wright                                 | 26 december 2015 |
| 10 | The Dark One          | Rick Jacobson      | Craig Digregorio                           | 2 januari 2016   |

## Muziek
| Titel                                   | Artiest(en)                | Aflevering                 |
| --------------------------------------- | -------------------------- | -------------------------- |
| Space Truckin' (1997 Remix)             | Deep Purple                | 1. "El Jefe"               |
| End Of The Line                         | Frijid Pink                | 1. "El Jefe"               |
| Journey to the Center of the Mind       | Amboy Dukes                | 1. "El Jefe"               |
| Highway Star (1997 Remix)               | Deep Purple                | 2. "Bait"                  |
| Knife-Edge                              | Emerson, Lake & Palmer     | 2. "Bait"                  |
| Loose                                   | The Stooges                | 3. "Books from Beyond"     |
| Midnight Rider                          | The Allman Brothers Band   | 4. "Brujo"                 |
| Here I Go Again                         | Whitesnake                 | 4. "Brujo"                 |
| Free Your Mind and Your Ass Will Follow | Funkadelic                 | 4. "Brujo"                 |
| Down by the Water                       | PJ Harvey                  | 5. "The Host"              |
| Is It My Body                           | Alice Cooper               | 5. "The Host"              |
| Stranglehold                            | Ted Nugent                 | 5. "The Host"              |
| Be My Lover                             | Alice Cooper               | 6. "The Killer of Killers" |
| All My Ex's Live in Texas               | Whitey Shafer              | 6. "The Killer of Killers" |
| Freakin' Out                            | Death                      | 6. "The Killer of Killers" |
| Renegade                                | Styx                       | 6. "The Killer of Killers" |
| Time Has Come Today                     | Bootsy Collins             | 7. "Fire in the Hole"      |
| The Two of Us Together                  | Don Gibson en Sue Thompson | 8. "Ashes to Ashes"        |
| Just the Two of Us                      | Bill Withers               | 9. "Bound in the Flesh"    |
| I Could Write a Book                    | Dinah Washington           | 9. "Bound in the Flesh"    |
| End Of The Line                         | Frijid Pink                | 10. "The Dark One"         |
| No More Mr. Nice Guy                    | Alice Cooper               | 10. "The Dark One"         |
| Back in Black                           | AC/DC                      | 10. "The Dark One"         |
| Cum On Feel the Noize                   | Slade                      | 14. "DUI"                  |